# Флавіо Анастасія
Флавіо Анастасія (італ. Flavio Anastasia, 30 січня 1969) — італійський велогонщик.
Срібний призер Олімпійських Ігор 1992 року в роздільній командній гонці.